# 东大院区域
東大院區域（朝鲜语：／ Tongdaewŏn guyŏk */?）是朝鮮民主主義人民共和國首都平壤直轄市的一個區域，位於大同江左岸、東大院街和新生活街之間，西與市中心相望。
2008年人口143,561人。下分17洞。